# Cagiva Blues
La Cagiva Blues  è una motocicletta Cagiva in stile "custom" prodotta nella cilindrata di 125 cm³ con motore a due tempi.
Derivata nella meccanica e nella ciclistica dalla enduro Cruiser (derivazione evidente a causa dell'inusuale altezza da terra e del monoammortizzatore, atipico per una custom), è una moto a metà fra lo stile chopper e quello dragster, con sovrastrutture molto simili alla contemporanea Yamaha V-Max.
Dotata di un motore da 23 cv non fu dotata di valvola CTS meccanica allo scarico come le altre Cagiva in produzione allora, unisce elementi custom (ampio sellone con gruppo schienale/portapacchi in alluminio pressofuso, forcella lunga) ad elementi quasi da sportiva stradale (i cerchi sono gli stessi della Cagiva Freccia C9). L'impianto frenante era a dischi forati sia davanti che dietro.
Rimasta in produzione dal 1987 al 1993, venne rimpiazzata dalla Roadster 521, versione semplificata e prodotta nella Repubblica Ceca.